# Leopold Popp
Leopold Popp (* 10. März 1909 in Heidenreichstein; † 29. Februar 1972 in Waidhofen an der Thaya) war ein österreichischer Politiker (ÖVP) und Strickwarenerzeuger. Popp war von 1959 bis 1969 Abgeordneter zum Landtag von Niederösterreich.

## Leben
Popp besuchte die Volks-, Bürger- und Mittelschule und war ab 1927 Praktikant im Textilbereich. 1934 machte sich Popp als Strickereibetreiber selbständig. Während des Zweiten Weltkriegs musste er ab 1940 seinen Militärdienst ableisten, wobei er in britische Kriegsgefangenschaft geriet, aus der er erst 1946 zurückkehrte.

## Politik
Popp engagierte sich nach dem Krieg von 1955 bis 1958 als Gemeinderat und hatte verschiedene Partei- und Kammerfunktionen inne. Er vertrat die ÖVP zwischen dem 4. Juni 1959 und dem 20. November 1969 im Niederösterreichischen Landtag.